# Bauhinia farek
Bauhinia farek är en ärtväxtart som beskrevs av Nicaise Auguste Desvaux. Bauhinia farek ingår i släktet Bauhinia och familjen ärtväxter. Inga underarter finns listade i Catalogue of Life.